# Arkadiusz Miklosik
Arkadiusz Miklosik (ur. 7 września 1975 w Poznaniu) – polski piłkarz, były dyrektor sportowy Warty Poznań, trener Wielkopolski Komorniki

## Kariera
Wychowanek Warty Poznań. Debiut w seniorach zaliczył w 1993 roku w meczu Arka Gdynia – Warta Poznań. Z klubu odszedł w 2000 roku, zasilając zespół Lecha Poznań. Następnie grał w Ceramice Opoczno, KSZO Ostrowiec Świętokrzyski i Kujawiaku Włocławek. Występował również w Lechii Gdańsk do której trafił w styczniu 2007 roku z Zawiszy Bydgoszcz, po problemach finansowych klubu z Bydgoszczy. W lipcu 2009 roku został piłkarzem Warty Poznań. Karierę zakończył w klubie z Drogi Dębińskiej. Następnie w czerwcu 2011 roku objął stanowisko dyrektora sportowego w poznańskiej Warcie, gdzie pracował do końca 2012 roku. Od stycznia 2013 został zawodnikiem Lubońskiego KS Fogo. Od 1 września 2019 roku związany z klubem L.K.S. Wielkopolska Komorniki. Objął tam stanowisko koordynatora, trenera pierwszego zespołu oraz prowadzi zespół rocznika 2011. Został wiceprezesem klubu L.K.S. Wielkopolska Komorniki 02-01-2020 roku. Od 2021 roku jest II trenerem w reprezentacji Polski do lat 20.